# Maślice Wielkie

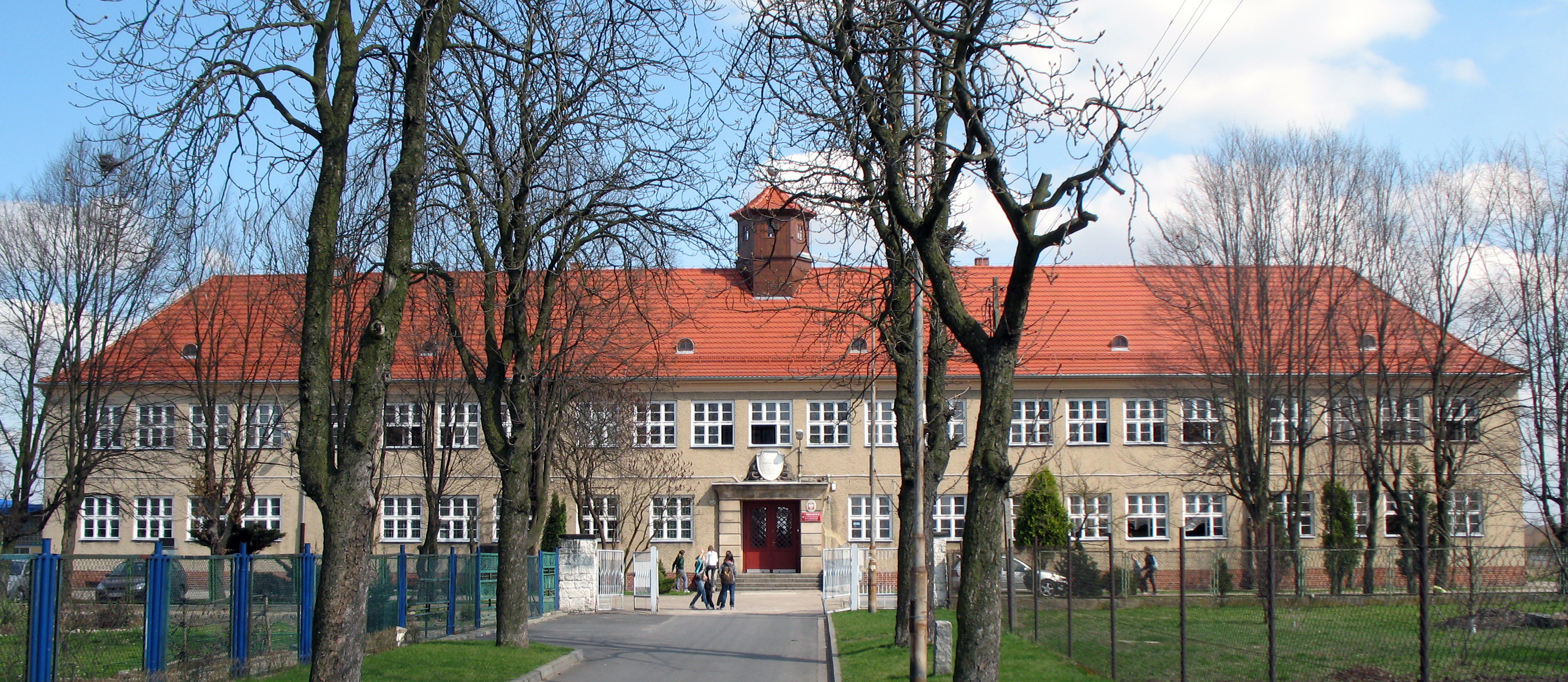
Budynek Szkoły Podstawowej nr 26 im. Piastów Śląskich przy ul. Lubelskiej.

Maślice Wielkie (niem. Groß Masselwitz) − jedna z dwóch części wrocławskiego osiedla Maślice, w dzielnicy Fabryczna. Druga część, położona dalej na południe to Maślice Małe, linią graniczną jest w przybliżeniu ulica Potokowa i równoleżnikowy odcinek ulicy Maślickiej. Niegdyś wieś, przyłączona do Wrocławia w roku 1928.
Informacja o podziale na Maślice Wielkie i Małe pierwszy raz pojawia się w 1630. W 1845 wieś miała 247 mieszkańców i 40 domów oraz dwa folwarki.